# Giōrgos Geōrgiadīs (calciatore 1972)
Giōrgos Geōrgiadīs (in greco Γιώργος Γεωργιάδης?; Kavala, 8 marzo 1972) è un allenatore di calcio ed ex calciatore greco, campione d'Europa con la Grecia nel 2004.

## Carriera

### Giocatore

#### Club
La famiglia di Geōrgiadīs, poco dopo la sua nascita, lasciò la Grecia per trasferirsi nell'allora Germania Ovest, a Stoccarda. Fu lì che Geōrgiadīs imparò a giocare a calcio. Dopo il ritorno in Grecia firmò per i dilettanti del Keravnos Krinides. Fu presto scoperto dal Doxa Drama, squadra di Prima Divisione, che lo acquistò a 17 anni, qui rimase quasi tre stagioni totalizzando 55 presenze e segnando 10 reti.
Nel 1992 si trasferì al Panathinaikos con cui giocò fino al 1998, vincendo 2 titoli nazionali, 3 Coppe di Grecia, 2 Supercoppa di Grecia e raggiungendo le semifinali di Champions League nel 1996. Nel 1995 fu eletto calciatore greco dell'anno.
Le sue prestazioni a livello europeo fecero sì che il Newcastle Utd si interessasse a lui e lo acquistasse per 420 000 euro. Con gli inglesi raggiunse la finale di FA Cup, persa contro il Manchester Utd.
La stagione seguente ritornò in Grecia, dove giocò per il PAOK (1999-2003) che lo acquista per 500 000 euro. Con il PAOK vinse due Coppe di Grecia.
Nel 2003 firmò per l'Olympiakos. Nella sua prima stagione con la squadra del Pireo perse il campionato arrivando alle spalle del Panathīnaïkos.
Nel 2005, dopo essere stato liberato dall'Olympiakos, firmò per l'Iraklis per poi passare, dopo essersi nuovamente svincolato, al PAOK Salonicco nel gennaio 2007. Un anno e mezzo più tardi concluse la carriera, diventando un osservatore del club.

#### Nazionale
Geōrgiadīs in nazionale greca ha collezionato 61 presenze e realizzato 11 gol.
Ha fatto parte della squadra che vinse il campionato europeo del 2004, durante la cui fase finale, tuttavia, non scese mai in campo.

### Allenatore
Nel 2009 è diventato allenatore della nazionale greca Under-21 al posto di Nikos Nioplias, passato al Panathīnaïkos.

## Palmarès

### Giocatore

#### Club
- Coppa di Grecia: 6

Panathinaikos: 1992-1993, 1993-1994, 1994-1995
PAOK Salonicco: 2000-2001, 2002-2003
Olympiakos: 2004-2005
- Campionato greco: 3

Panathinaikos: 1994-1995, 1995-1996
Olympiakos: 2004-2005
- Supercoppa di Grecia: 2

Panathinaikos: 1993, 1994

#### Nazionale
- Campionato d'Europa: 1

2004

#### Individuale
- Calciatore greco dell'anno: 1

1995